# Volejbol'nyj klub Severjanka
Il Volejbol'nyj klub Severjanka (in russo волейбольный клуб Северянка?) è un club di pallavolo femminile russo, con sede a Čerepovec: milita nel campionato russo di Vysšaja Liga A.

## Storia
Il Volejbol'nyj Klub Severstal' nasce nel 1999. Per cinque stagioni gioca nel terzo livello del campionato russo, quando nel 2004 si classifica al secondo posto e ottiene la promozione in Vysšaja Liga A. Nella stagioni 2010-11, dopo sei stagioni a ridosso delle prime posizioni, si classifica al primo posto, ottenendo la promozione in Superliga. Al termine della stagione 2012-13 il club si classifica all'undicesimo posto, retrocedendo in Vysšaja Liga A. Nel 2014 il club viene rinominato come Volejbol'nyj Klub Severjanka.

## Rosa 2012-2013
| N° | Nome                  | Ruolo | Data di nascita  | Nazionalità sportiva |
| -- | --------------------- | ----- | ---------------- | -------------------- |
| 1  | Ol'ga Efimova         | P     | 6 gennaio 1990   | Russia               |
| 3  | Jelena Alajbeg        | O     | 1º ottobre 1989  | Croazia              |
| 4  | Natal'ja Vdovina      | C     | 23 ottobre 1976  | Russia               |
| 5  | Anna Levčenko         | P     | 12 luglio 1981   | Russia               |
| 6  | Julija Kutjukova      | S     | 30 marzo 1989    | Russia               |
| 7  | Natal'ja Dianskaja    | C     | 7 marzo 1989     | Russia               |
| 9  | Aleksandra Belozerova | L     | 19 novembre 1985 | Russia               |
| 10 | Marija Pilipenko      | C     | 28 aprile 1984   | Russia               |
| 11 | Jana Čerednikova      | S     | 1990             | Russia               |
| 12 | Marija Vonogova       | C     | 5 aprile 1990    | Russia               |
| 13 | Inna Razdobarina      | L     | 28 aprile 1987   | Russia               |
| 15 | Jovana Vesović        | S     | 21 giugno 1987   | Serbia               |
| 17 | Ol'ga Šukajlo         | S     | 26 ottobre 1991  | Russia               |

## Denominazioni precedenti
- 1999-2014: Volejbol'nyj Klub Severstal'